# Song Jianfeng
Song Jianfeng es una deportista china que compitió en judo. Ganó una medalla de bronce en los Juegos Asiáticos de 1998 y una medalla de oro en el Campeonato Asiático de Judo de 1997.

## Palmarés internacional
| Juegos Asiáticos    | Juegos Asiáticos    | Juegos Asiáticos  | Juegos Asiáticos |
| Año                 | Lugar               | Medalla           | Categoría        |
| ------------------- | ------------------- | ----------------- | ---------------- |
| 1998                | Bangkok (Tailandia) | Medalla de bronce | –70 kg           |
| Campeonato Asiático |                     |                   |                  |
| Año                 | Lugar               | Medalla           | Categoría        |
| 1997                | Manila (Filipinas)  | Medalla de oro    | –66 kg           |